# August Wichtendahl
August Ernst Christian Wichtendahl (* 7. Dezember 1874 in Hainholz; † 20. Juni 1963 in Hildburghausen) war ein deutscher Gewerkschafter und Politiker (SPD).

## Leben
August Wichtendahl wurde als Sohn des Arbeiters und Werkführers Johann Heinrich Wilhelm August Wichtendahl und der Dorothea Minna Margarethe Wichtendahl, geborene Ascher, in Hainholz bei Hannover geboren. 1899 heiratete er Johanna Elisabeth Grage (1880–1917), die Tochter eines Klempnermeisters. Nach dem Tod seiner ersten Frau heiratete er 1918 in zweiter Ehe deren Schwester Anna Maria Martha Grage, verwitwete Pfeiffer (1880–1920). Ab 1922 war er in dritter Ehe mit Mathilda Rosa Clara Weidemann (1884–1954), der Tochter eines Handschuhmachers, verheiratet.
Seinen Wohnsitz hatte Wichtendahl in Wallrabs. Er war von 1908 bis 1933 Geschäftsführer des Konsumvereins für Hildburghausen und Umgebung und von 1925 bis 1933 Mitglied des Generalrats des Zentralverbandes deutscher Konsumvereine. Von 1907 bis 1922 war er Vorsitzender des Gewerkschaftskartells bzw. des ADGB-Ortsausschusses in Hildburghausen.
Wichtendahl gehörte 1907 zu den Gründern der SPD in Hildburghausen. Er war von April 1919 bis 1920 Landtagsabgeordneter im Landtag des Freistaates Sachsen-Meiningen und bis März 1923 Mitglied der Gebietsvertretung Meiningen. Von Dezember 1919 bis Juli 1920 war er als Abgeordneter des Meininger Landtags Mitglied des Thüringer Volksrates. 1919 wurde er zum Ernährungskommissar in der Regierung des Freistaates Sachsen-Meiningen bestimmt. Nach der Bildung des Landes Thüringen rückte er am 10. September 1920 für den ausgeschiedenen Abgeordneten Arthur Hofmann in den Thüringer Landtag nach, dem er bis zum Ende der Legislaturperiode 1921 angehörte. Bei den Reichstagswahlen im Mai und Dezember 1924 kandidierte er für die SPD im Wahlkreis 12 (Thüringen), errang aber kein Mandat.
1933 wurde Wichtendahl von den Nationalsozialisten zeitweise in „Schutzhaft“ genommen. Danach zog er zu seiner Tochter nach Düsseldorf und von dort 1935 zu seinem Sohn nach Neuenbau. 1946 kehrte er zurück nach Wallrabs. Bereits im Juli 1945 hatte er sich an der Neugründung der SPD Hildburghausen beteiligt. Im Zuge der Zwangsvereinigung von SPD und KPD zur SED wurde er Mitglied der SED.